# Rio Balțu
O Rio Balţu é um rio da Romênia afluente do rio Repedea, localizado no distrito de Vâlcea.